# Oudan
Oudan é uma comuna francesa na região administrativa de Borgonha-Franco-Condado, no departamento Nièvre. Estende-se por uma área de 21,4 km². Em 2010 a comuna tinha 147 habitantes (densidade: 6,9 hab./km²).